# James Langevin
James R. "Jim" Langevin [ˈlændʒəˌvɪn], född 22 april 1964 i Providence i Rhode Island, är en amerikansk demokratisk politiker. Han representerade Rhode Islands andra distrikt i USA:s representanthus 2001–2023.
Han avlade 1990 sin grundexamen vid Rhode Island College och 1994 masterexamen i offentlig förvaltning vid Harvard University. Han var ledamot av Rhode Island House of Representatives, underhuset i delstatens lagstiftande församling, 1988-1994 och Rhode Island Secretary of State 1994-2001.
Langevin förlamades 1980 av ett vådaskott. Han är abortmotståndare. Han är ogift och hör till katolska kyrkan.